# Зидич, Игорь
Игорь Зидич (хорв. Igor Zidić 10 февраля 1939 г., Сплит, Хорватия) — хорватский историк искусства, художественный критик, поэт и эссеист. Знаток хорватского современного искусства, считается одним из ведущих авторитетов-специалистов в области изобразительного искусства в Хорватии.

## Биография
Игорь Зидич родился в Сплите и окончил классическую гимназию в этом городе. В 1964 г. получил диплом по истории искусства и сравнительного литературоведения Загребского университета.
В 1971 году стал редактором журнала «Hrvatski tjednik», но потерял работу, когда это издание закрыло правительство СФРЮ после подавления национально-культурного движения «Хорватская весна» («Hrvatski proljeć»).
Зидич был директором Загребской Современной галереи в 1989—2008 гг.
С 2002 по 2014 год Игорь Зидич состоял председателем Матицы хорватской.
Пять песен Игоря Зидича были переведены на украинский язык 
поэтом и политическим деятелем Дмитрием Павлычко